# Корнилий (Титов)
Митрополит Корни́лий (в миру Константи́н Ива́нович Тито́в; род. 1 августа 1947, Орехово-Зуево, Московская область) — епископ Русской православной старообрядческой церкви; с 23 октября 2005 года — митрополит Московский и всея Руси, предстоятель Русской православной старообрядческой церкви (с 23 октября 2005). Почётный гражданин городского округа Орехово-Зуево (2017).
Тезоименитство — 3 июня (равноапостольного царя Константина).

## Биография
Родился 1 августа 1947 года в Орехово-Зуеве Московской области в старообрядческой семье. Был крещён в младенчестве с именем в честь равноапостольного Константина Великого. По собственному признанию: «родился я в православной старообрядческой семье, в городе Орехово-Зуево. А если точнее — в Зуеве, где исконно жили старообрядцы. До революции в нашем городе было несколько старообрядческих церквей и домашних молелен, <…> Наш дом Титовых на улице Володарского, в котором я появился на свет и вырос, находился рядом с домами известных старообрядцев Морозовых и Зиминых. С Зимиными мы дружили семьями. С раннего детства моя бабушка, Мария Николаевна, водила меня в церковь, которая располагалась на улице Кузнецкой, называлась она „чёрная моленная“, поскольку в ней в свое время служили монахи. <…> В нашем доме всегда были иконы и старинные церковные книги, хотя во времена атеистических гонений это было не безопасно»
В 1962 году, окончив 8 классов школы, из-за семейных трудностей начал работать: он стал учеником токаря на литейно-механическом заводе Орехово-Зуевского хлопчато-бумажного комбината, предприятия, основанного старообрядческими промышленниками Морозовыми. Трудился на Ореховском текстильном комбинате имени К. И. Николаевой, работал начальником ОТК литейно-механического завода.
Во время работы учился в вечерней школе, техникуме и Московском автомеханическом институте, который заочно окончил в 1976 году. Из-за работы на оборонном заводе не призывался на срочную службу в Советскую армию. На предприятии отработал в общей сложности 35 лет.
В молодости состоял в КПСС, однако, как отмечает протоиерей Евгений Чунин, «вышел из партии задолго до 1991 года — когда сознательно пришёл к Церкви Христовой. Потом этот вопрос рассматривался на исповедальном уровне и был благополучно разрешён ещё задолго до первой хиротонии будущего митрополита».
Во второй половине 1980-х годов годы принимал активное участие в деятельности клуба трезвости «Кристалл». До 1997 года работал на заводе начальником отдела технического контроля.

### Церковное служение
По собственному признанию: «после долгого перерыва я пришел в нашу старообрядческую церковь на улице Совхозной, дом 15, познакомился с настоятелем отцом Леонтием Пименовым, который <…> открыл для меня глубину веры, что помогло мне стать на твёрдый путь спасения души, самому много узнать, прочитать, выучиться».

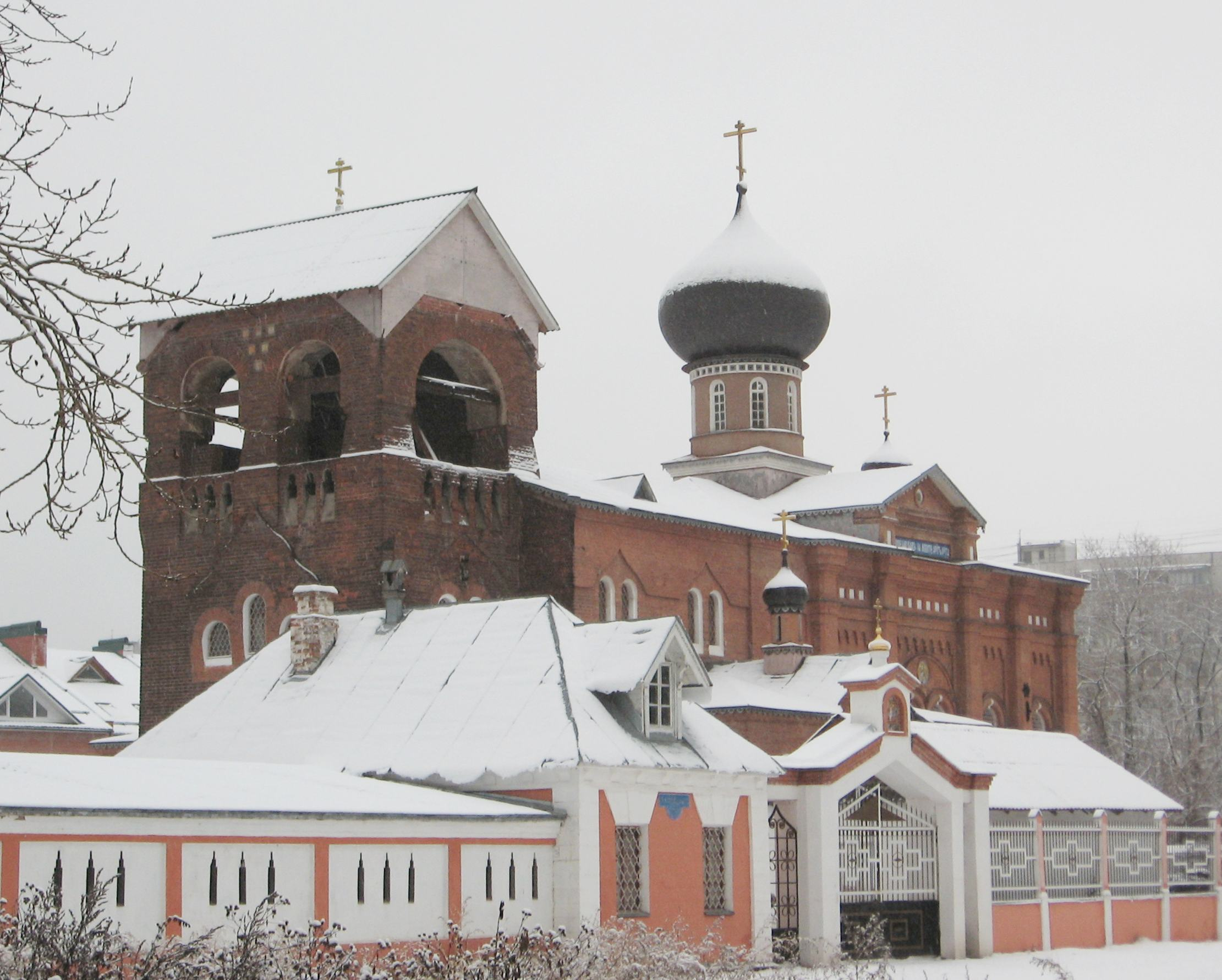
старообрядческий храм Рождества Пресвятой Богородицы в Орехово-Зуеве

В 1991 году стал председателем церковного совета старообрядческой общины храма Рождества Пресвятыя Богородицы Орехово-Зуева, настоятелем которой был священник Леонтий Пименов. В течение всего этого срока значительную часть своего времени он уделял восстановлению этого полуразрушенного храма.
В начале 1997 года он оставил мирскую работу, уволившись с должности начальника ОТК завода, и полностью сосредоточился на церковной деятельности.
11 мая 1997 года, на праздник Жён-мироносиц, дав обет безбрачия, был рукоположён в сан диакона митрополитом Алимпием (Гусевым).
Принимал участие в деятельности регионального краеведческого объединения «Радуница», созданного в 1997 году.
28 сентября 2002 года был участником I Аввакумовских чтений у памятника протопопу Аввакуму Петрову в селе Григорово Нижегородской области.
29—30 октября 2003 года в городе Куровское принял участие в первой межрегиональной историко-краеведческой научно-практической конференции «Гуслица — старая и новая. Возрождая добрые традиции», где выступил с докладом «Традиции духовного воспитания в семьях гуслицких староверов».
7 марта 2004 года в Покровском кафедральном соборе в Москве митрополитом Московским и всея Руси Андрианом был рукоположён в сан иерея с назначением его вторым священником храма Рождества Пресвятыя Богородицы в Орехово-Зуеве.
20 октября 2004 года на Освящённом соборе РПСЦ избран кандидатом в епископы, а 21 октября там же утверждён кандидатом на замещение вакантной Казанско-Вятской епископской кафедры. Принял иноческий постриг 14 марта 2005 года с наречением имени Корнилий.
8 мая 2005 года в Покровском кафедральном соборе священноинок Корнилий был рукоположён в сан епископа Казанского и Вятского. Хиротонию совершили: митрополит Андриан (Четвергов), епископ Новосибирский и всея Сибири Силуян (Килин), епископ Дальневосточний Герман (Савельев) и епископ Кишинёвский и всея Молдавии Евмений (Михеев). 21 июля, в день празднования явления Казанской иконы Богородицы, был совершён чин его восхождения на Казанскую кафедру.

### Избрание предстоятелем и конфликты в начале его предстоятельства
Избран митрополитом на Освящённом соборе 18 октября 2005 года. Не считался до этого фаворитом, поскольку лишь несколько месяцев прослужил в сане епископа, а до этого всего год служил священником. Голосование пришлось проводить трижды. Другими кандидатами были архиепископ Костромской и Ярославский Иоанн (Витушкин) и епископ Донской и Кавказский Зосима (Еремеев). Лишь с третьего раза 58-летний епископ Корнилий набрал более двух третей голосов, необходимых для избрания. 23 октября 2005 года в Покровском кафедральном соборе на Рогожском кладбище Москвы состоялся чин настолования, который совершили архиепископ Костромской и Ярославский Иоанн (Витушкин), епископ Киевский и всея Украины Саватий (Козко), епископ Донской и Кавказский Зосима (Еремеев), епископ Кишинёвский и всея Молдавии Евмений (Михеев), епископ Дальневосточный Герман (Савельев), более 50 священников и 7 диаконов. После заамвонной молитвы архиепископ Иоанн вручил новопоставленному митрополиту посох митрополита Белокриницкого Амвросия.
Вскоре после избрания митрополитом заявил о себе как о продолжателе курса своего предшественника, митрополита Андриана, возглавлявшего РПСЦ в 2004—2005 годах. «Усилия митрополита Андриана, направленные на преодоление изоляции старообрядчества от современной духовной и культурной жизни России, по мере моих сил я буду стараться продолжать. Ведь только так мы можем донести до нашего народа правду об истинной православной вере, не претерпевшей реформ». Также заявил о желании поддерживать добрососедские отношения с Московской патриархией. Вместе с тем, по мнению Сергея Вургафта, уволенного 25 декабря 2005 года от должности пресс-секретаря митрополии: «Идея начать разговор Старообрядческой церкви с русским народом была близка митрополиту Андриану. Но сегодня эти планы не значатся в повестке дня Московской митрополии». Впрочем, активные усилия митрополит Андриана по открытию старообрядчества широкой общественности воодушевили множество многих людей, а также породили ростки недопонимания у изоляционистcки настроенных представителей РПСЦ. Многих из них устраивал замкнутый стиль управления митрополита Алимпия, не обещавший в обозримом будущем никаких перемен. Скоропостижная кончина митрополита Андриана и соборное избрание митрополита Корнилия в 2005 году окончательно лишила спокойствия тех, кто искал в старообрядчестве тихого затворничества в изоляции от проблем окружающего мира. С середины 2000-х годов всё активнее стали раздаваться упрёки в адрес руководства РПСЦ в её недостаточно жёстком отношении к господствующей РПЦ, осуждались контакты митрополита с представителями государственной власти на различных общественных и светских мероприятиях. Благодаря развитию интернета многие смогли выдвинуть свою теорию или суждение, сделав их предметом всеобщего обсуждения.
В марте 2007 года назвал «возможной и своевременной» совместную инициативу Русской православной старообрядческой церкви и министерства культуры Российской Федерации о создании общественного цензурно-надзорного комитета «по контролю за нравственным наполнением произведений и мероприятий учебно-познавательного и развлекательного характера в предназначаемых для детей и подростков сферах печати, театра, эстрады и масс-медиа». Заявил, что в состав комитета должны войти представители всех традиционных религий России, известные писатели, авторитетные деятели культуры и науки, педагоги, военные.

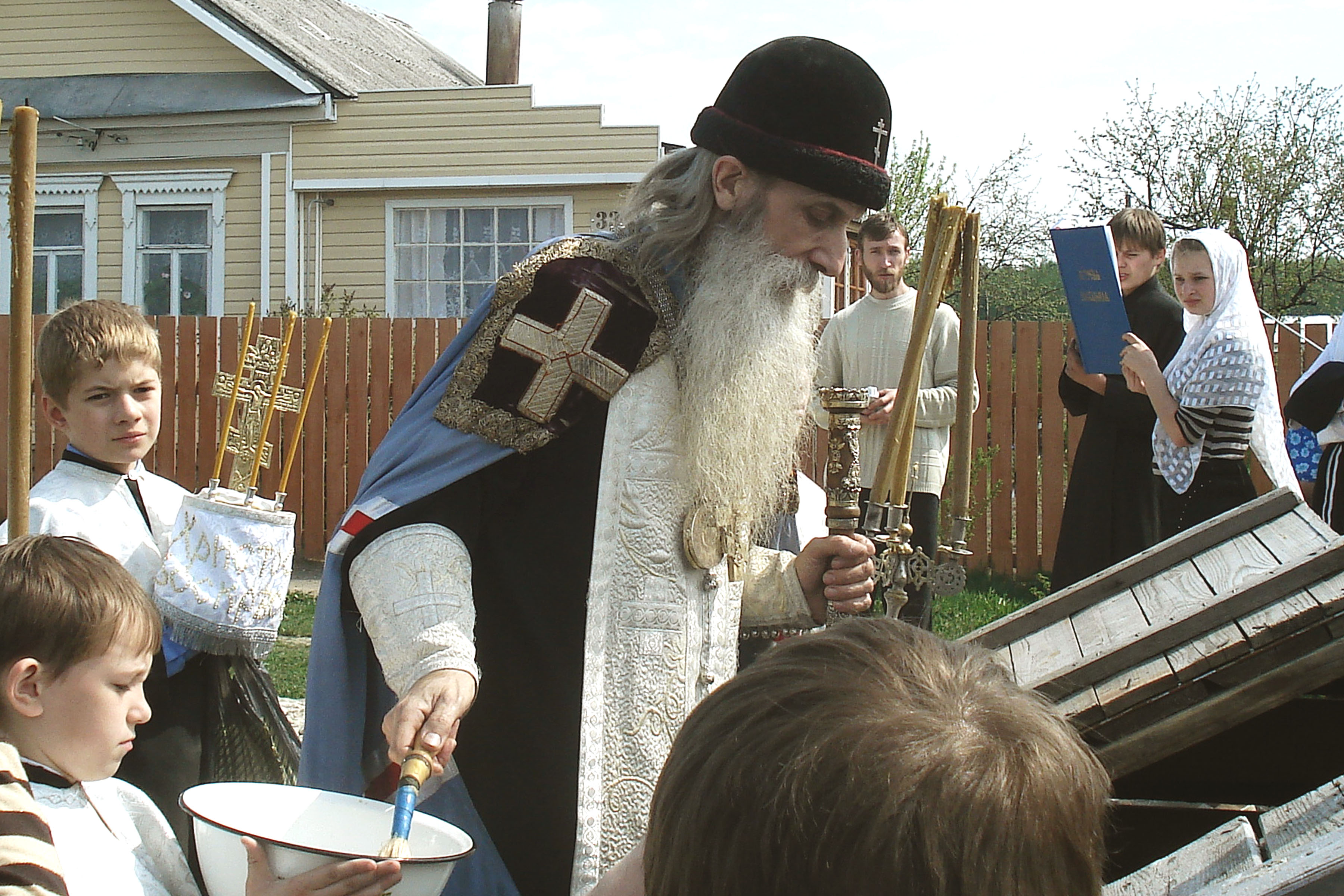
Освящение колодца в деревне Елизарово, 2008 год

Большой резонанс в СМИ имел Освящённый собор РПСЦ, прошедший в октябре 2007 года в помещении бывшего Христорождественского храма Рогожской слободы. Часть клириков и мирян во главе с протоиереем Елисеем Елисеевым потребовали на Соборе обсудить поведение митрополита Корнилия во время его контактов с «новообрядцами» Московского патриархата. По мнению бывшего пресс-секретаря Московской митрополии Сергея Вургафта, «эти частые встречи вызывают опасение, что конечной целью их станет слияние РПСЦ с РПЦ». На соборе митрополит Корнилий согласился на упорядочение в будущем своих внешних контактов в соответствии с существующими правилами и традициями; принято определение, что, несмотря на отдельные ошибки митрополита, он не совершил ничего, влекущего канонических прещений. Делегация Дальневосточной епархии во главе с протоиереем Елисеем Елисеевым покинула Собор и прекратила общение с митрополитом; Собор же изверг из сана протоиерея Елисея; подтвердил, что «Единая Святая соборная и апостольская церковь отвергает экуменизм и анафематствует его» и напомнил «христианам о решениях соборов нашей церкви 1832 и 1846 гг., признающих новообрядчество ересью второго чина». Были внесены уточнения в протокол встреч с инославными клириками. Специальным определением суда были наложены прещения на ряд клириков и мирян («лицам, виновным в публичном распространении через Интернет и иные СМИ необоснованных обвинений на первосвятителя»), в частности: «отлучить Алексея Шишкина и Андрея Езерова от святыни на срок до рассмотрения вопроса на следующем Архиерейском суде. От имени Архиерейского суда наложить на них усиленную епитимию»; «отлучить от церковного общения инока Алимпия (Вербицкого), Дмитрия Барановского и Димитрия Козлова на срок рассмотрения на следующем Совете митрополии их письменного раскаяния, опубликованного в СМИ». Езеров (бывший единоверческий священноинок Арсений Озеров), Шишкин и Барановский были на Соборе докладчиками по вопросам «О ереси экуменизма и её апокалиптическом значении», «о ересях, содержащихся в современном вероучении РПЦ МП» и «коммунизме как оккультно-мистическом учении» соответственно. Наблюдатели расценили решения Собора как попытку изменения курса на открытость, принятый при Митрополите Андриане. Секретарь комиссии Московского патриархата по делам старообрядных приходов и взаимодействию со старообрядчеством священник Иоанн Миролюбов заявил в связи с конфликтом на Соборе, что считает его причиной деятельность «неофитов» — «ревнителей чистоты веры», общим для которых оказывались «не какие-либо созидательные задачи, а слепая ненависть к Русской православной церкви, откуда они, по большей части, и вышли». Аналогичное мнение высказал председатель ОВЦС митрополит Кирилл (Гундяев).
Сразу после Освящённого собора РПСЦ 2007 года пара десятков мирян и несколько священников в одностороннем порядке вышли из подчинения Московской митрополии, на следующий же день единогласно провозгласив себя «непоминающими митрополита Корнилия». Данное объединение получило название «Древлеправославная церковь Христова Белокриницкой иерархии». К 2008 году среди отколовшихся назрел раскол. Одна часть считала, что «ДЦХ» — временная самоидентификация ревнителей до времени, пока в РПСЦ не будет наведен «канонический порядок», другая часть — что «ДЦХ» — это иная от РПСЦ церковь. В итоге оформились две группы «ревнителей»: последователи Елисея Елисеева, которые стали называть себя «временно прервавшими общение с РПСЦ», считая её каноничной, и тех, кто считал, что РПСЦ, а заодно и Белокриницкая митрополия, уклонились в ересь. 15 октября 2008 года под председательством митрополита Московского и всея Руси Корнилия в Покровском кафедральном соборе Рогожского кладбища открылся собор РПСЦ; было зарегистрировано около 170 делегатов. В первый день работы собора с докладом о современном состоянии дел в РПСЦ, отношениях с «инославными» и другими старообрядческими течениями выступил митрополит Корнилий. В ответ на направленное в его адрес обращение группы христиан с Дальнего Востока, желающих «получить ответ о [его] уповании», он, в частности, сказал: «<…> отвечаю, что уповая на милость Господа в прощении моих грехов и заступление Пресвятой Богородицы, надеюсь и верю, что могу спастись только в Истинной Христовой Церкви, которая есть Русская Православная Старообрядческая Церковь. <…>» Собор не поддержал группу лиц, выступавших против контактов с Московским Патриархатом и с обществом. Управделами РПСЦ протоиерей Евгений Чунин сказал, что доклад на Соборе митрополита Корнилия свидетельствует о необходимости РПСЦ «продолжить процесс открытости обществу, который начат митрополитом Андрианом и корректируется на протяжении пяти лет». «Закрытость была обусловлена внешними условиями гонений — сначала при царской власти, а позже при советской. А когда внешние притеснения прекратились, осталось преодолеть сложившуюся инерцию».
Таким образом, митрополит Корнилий вышел победителем из этой борьбы: собор не поддержал группу людей, выступавших против контактов с Московским Патриархатом и обществом, а отколовшаяся группа в конце концов дезорганизовалась, а многие ее члены примирились с митрополитом Корнилием или отошли от активной деятельности. Несмотря на пережитые нестроения, по оценкам наблюдателей и самих старообрядцев, в 2000-е годы происходил существенный приток в старообрядчество, особенно РПСЦ, новых последователей, чему способствовала политика большей открытости по отношению к широкой общественности. В то же время приток новых членов обострял проблемы преемственности, сохранения традиций и внутренней интеграции.

### Предстоятель РПСЦ в 2010-е годы

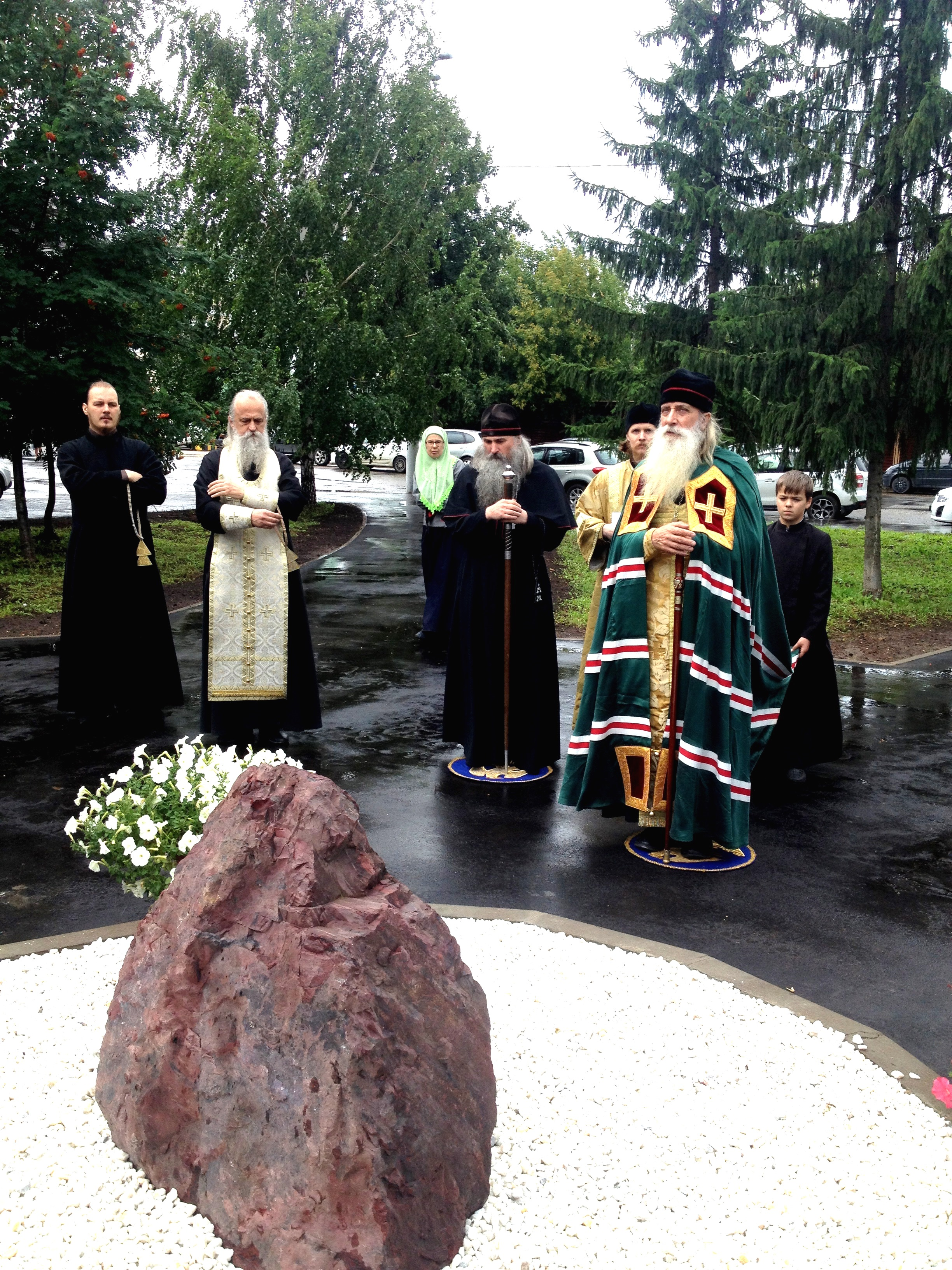
С епископом Евфимием на церемонии установки памятного знака на месте будущего памятника митрополиту Андриану (Казань, 22 июля 2015 года)

В этот период митрополит Корнилий активно посещает общины в регионах и часто встречается с представителями местной муниципальной власти и прессой. Представители РПСЦ стали принимать участие в различных мероприятиях культурно-исторического и духовно-просветительского характера. В РПСЦ на постоянной основе проводятся конференции, круглые столы, выставки, просветительские лекции. Заметно возросло книгоиздательство. Привлекались всё новые старообрядческие (и не старообрядческие) авторы и учёные. Местные власти в России в большей степени, чем раньше, оказывают помощь старообрядческим общинам в восстановлении храмов, выделении земельных участков под новое строительство культовых сооружений. Представители старообрядческих общин и епархии, наряду с делегатами от других конфессий, становились членами региональных советов по взаимодействию с религиозными организациями. 22 февраля 2013 года президент России Владимир Путин наградил митрополита Корнилия орденом Дружбы. В ответном слове митрополит Корнилий сказал: «В этой высокой награде я вижу не столько оценку моих скромных заслуг, сколько признание государством заслуг всего русского старообрядчества перед своим Отечеством в сохранении духовного богатства Святой Руси». 28 июля 2014 года во время визита на Алтай митрополит Корнилий встретился в Барнауле с губернатором Алтайского края Александром Карлиным. 27 мая митрополит Корнилий встретился во Владимире с губернатором Владимирской области Светланой Орловой. 22 июля митрополита Корнилия принял в своей резиденции в Казанском кремле временно исполняющий обязанности президента Татарстана Рустам Минниханов. Особенно насыщенным оказалася 2017 год. 16 марта 2017 года состоялась официальная встреча митрополита Корнилия с президентом России Владимиром Путиным, которая явилась первой официальной встречей подобного рода за многовековую историю старообрядчества. В ходе встречи обсуждалось грядущее празднование 400-летия со дня рождения протопопа Аввакума и реконструкция памятников архитектуры в основных центрах празднования — на Рогожском и Преображенском кладбищах Москвы, взаимодействие с соотечественниками за рубежом и возвращение РПСЦ храма во имя Покрова и Успения Божией Матери в Малом Гавриковом переулке в Москве. 31 мая состоялся визит президента Владимира Путина в Рогожский административно-духовный центр. Президент осмотрел храм Рождества Христова, Покровский кафедральный собор, Музей иконы в Доме причта, после чего общался с митрополитом Корнилием, позднее назвал этот визит историческим и отметил, что «глава государства впервые после церковного раскола посетил с официальным визитом духовный центр Православной старообрядческой церкви». 25 мая с рабочим визитом Рогожское посетил первый заместитель руководителя администрации президента Сергей Кириенко. 1 июня духовный центр РПСЦ посетил мэр Москвы Сергей Собянин, чтобы поздравить митрополита Корнилия с днём ангела. 1 августа в рогожской резиденции состоялась встреча с председателем Государственной думы Вячеславом Володиным. 16 августа Рогожский духовный центр посетил министр культуры России Владимир Мединский. 16 сентября 2017 года на праздновании 100-летия Орехова-Зуева митрополиту Корнилию был вручён знак Почётного гражданина городского округа Орехово-Зуево. Отмечалось, что «являясь уроженцем нашего города, митрополит часто бывает здесь и, несмотря на большую занятость, встречается с земляками, проводит просветительскую работу, ведёт подвижническую деятельность».
26 декабря 2012 года в Московской митрополии на Рогожском состоялась встреча митрополита Корнилия с предстоятелем Русской древлеправославной церкви патриархом Александром. Патриарха Александра сопровождали епископ Сибирский Сергий (Попков) и протоиерей Андрей Марченко, со стороны Московской митрополии во встрече приняли участие епископ Ярославский и Костромской Викентий (Новожилов), протоиерей Леонтий Пименов, иерей Алексий Лопатин, протодиакон Виктор Савельев. В дальнейшем тема развития двухсторонних отношений с РДЦ не получила. Тем не менее стала развиваться тематика консолидации старообрядчества через форумы, где приняли бы участие представители разных старообрядческих объединений. «Всемирный старообрядческий форум», состоявшийся в Москве 1—2 октября 2018 года стал масштабной встречей старообрядческих клириков, общественных деятелей, учёных и предпринимателей. В форуме участвовали представители РПСЦ, РДЦ, ДПЦ, часовенных, федосеевцев, спасовцев. Были представлены старообрядческие религиозные и общественные организации России, Украины, Беларуси, стран Балтии, Молдовы, Румынии и др. Присутствовали представители общин староверов из Южной Америки. Организатором форума выступил Культурно-паломнический центр имени протопопа Аввакума (М. Б. Пашинин — председатель московского Культурно-паломнического центра им. протопопа Аввакума, поморское согласие; профессор, доктор философских наук, а также старообрядец-федосеевец, ответственный секретарь совета православных церковных приходов Преображенского монастыря М. О. Шахов), средства на проведение мероприятия были выделены Фондом президентских грантов и благотворительным фондом «Правда Русская». 400-летие протопопа Аввакума в 2020 году готовилось усилиями староверов всего мира, предполагалось проведение Всемирного старообрядческого форума, которое было перенесено из-за пандемии COVID-19 и состоялось только в мае 2021 годы в очно-заочном формате.
В марте 2015 года участвовал в первой встрече двусторонней комиссии РПСЦ — РПЦ (МП), где обсуждалась возможность признания Московским патриархатом канонической законности иерархии Русской православной старообрядческой церкви.

### Предстоятель РПСЦ в 2020-е годы
Корнилий открыто поддержал вторжение России на Украину. Он заявил, что в Украине людей убивают только за то, что они думают и говорят по-русски. Корнилий призвал украинскую сторону сложить оружие и «остановить геноцид, безумие». Сразу после начала активных боевых действий Киевская и всея Украины архиепископия вышла из подчинения Московской митрополии. 3 апреля 2022 года обратилось к предстоятелям Московской и Белокриницкой митрополий с просьбой о предоставлении архиепископии автокефалии. В июле 2022 года, как «поддержавший агрессию России против Украины», был внесён ФБК в список разжигателей войны, состоящий из лиц, которые «используют свои религиозные организации для пропаганды агрессии и массового убийства», с предложением введения против него международных санкций.
10 октября 2023 года на Освящённом соборе Древлеправославной архиепископии в числе 11 собравшихся освободило от обязанностей предыдущего местоблюстителя архиепископской кафедры епископа Никодима (Елякина) и избрало на этот пост митрополита Корнилия (Титова). При этом епископ Никодим на Освящённый собор приглашён не был и, по согласованию с новым предстоятелем, был низложен заочно. Своё освобождение от обязанностей первосвятителя он не признал. 24 октября 2023 года, реагируя на это, Освящённый собор Белокриницкой митрополии с центром в Браиле постановил «прекратить полное молитвенное общение с Русской православной старообрядческой церковью, Московской митрополией на неопределённое время». 7 декабря 2023 года состоялся Освящённый собор части Древлеправославной архиепископии, сохранившей верность епископу Никодиму, который лишил митрополита Корнилия священного сана и определил его к проживанию в монастыре под строгим духовным надзором.

## Награды
- Памятная медаль Николо-Угрешского монастыря (9 февраля 2007)[70]
- Пушкинская медаль «Ревнителю просвещения» (18 мая 2012) — общественная награда «Академии российской словесности»[71]
- «Почётный знак имени С. Т. Морозова» (23 октября 2012, «за многолетнюю и плодотворную деятельность, способствующую укреплению мощи, величия и процветанию малой родины известного промышленника и мецената и столичного региона в целом») — общественная награда Орехово-Зуевского района Московской области и ассоциации «Армия и бизнес»[72]
- Орден Дружбы (14 января 2013) — за достигнутые трудовые успехи, многолетнюю добросовестную службу и активную общественную деятельность[73][74]
- Почётный гражданин Орехова-Зуева (27 июля 2017)[75]
- Крест «За заслуги перед казачеством России» IV степени (26 сентября 2017) — «За многолетнюю поддержку казачества в Волжско-Камском регионе и большую молитвенную помощь»[76]
- Государственная премия Российской Федерации за выдающиеся достижения в области гуманитарной деятельности 2021 года (9 июня 2022)[77]. Вручена 7 ноября 2024 года[78]
- Орден «Дуслык» (25 октября 2024, Татарстан, Россия) — за значительный вклад в сохранение и развитие духовно-нравственных ценностей, укрепление мира и межконфессионального согласия[79]
- Орден Почёта (16 апреля 2025) — за заслуги в обеспечении деятельности Совета по взаимодействию с религиозными объединениями при Президенте Российской Федерации[80]